# Primo secondo e frutta (Ivan compreso)
Primo secondo e frutta (Ivan compreso) è il secondo album in studio di Ivan Cattaneo, pubblicato nel 1977.

## Il disco
il disco si iscrive nel solco della tradizione del rock demenziale italiano degli anni sessanta arricchito di suggestioni derivate dalla sensibilità dell'autore. Il disco ha un sound innovativo per l'epoca, il particolare falsetto dell'artista assemblato a un sound debitore al glam rock della Londra dei primi anni 1970 dà origine a qualcosa di ben poco noto nell'Italia di quel periodo. Il contributo dell'arrangiatore Roberto Colombo portò l'album a un elevato livello artistico, che, nonostante il non esaltante successo commerciale, vanta elementi che sarebbero divenuti celebri nel decennio successivo, in particolare i primi effetti elettronici (Dadadidattico, U.F.O.).
Nell'album inoltre sono presenti anche le voci dell'arrangiatore Roberto Colombo e del discografico Nanni Ricordi. Cattaneo inventa la T.U.V.O.G. art, ovvero, l'arte dei cinque sensi (TattoUditoVistaOlfattoGusto). L'opera artistica verrà abbinata all'LP, per collegare i vari sensi a ogni traccia dell'album, creando così un concetto del tutto nuovo in Italia: la multimedialità.
In seguito, tutto ciò verrà allegato a uno spettacolo teatrale innovativo e irriverente.

## Tracce
1. La segretaria ha colpito ancora (interferenza di una macchina da scrivere su un telefono occupato)
2. Maria-Batman (Italian folKitsch)
3. L'amore è una s/cossa meravigliossa (o no?)
4. Psico fico (il parere dello psicologo)
5. Dadadidattico (canti corali per le scuole medie)
6. Il vostro ombelico (il mio desiderio)
7. Agitare prima dell'uso (banana-Punk)
8. L'occhio ridente (il tempo e l'orologio) REGGAE
9. U.F.O. (fuga impossibile)
10. Salve o divina! (travestitostory)
11. L'altra faccia della Luna (l'altra faccia dell'amore)
12. Uffa! (preludio di una pentola a pressione)
13. C'era una volta

## Formazione
- Ivan Cattaneo – voce
- Mino Martelli – chitarra, mandolino
- Cosimo Fabiano – basso
- Roberto Colombo – pianoforte, cori, sintetizzatore
- Flaviano Cuffari – batteria
- Stefano Cerri – basso
- Doriano Beltrame – tromba
- Gustavo Bregoli – tromba
- Marco Pellacani – trombone
- Claudio Pascoli – sassofono tenore
- Stelio Licudi – sassofono baritono
- Nanni Ricordi – cori